# Разом з кістками
«Разом з кістками» (англ. Bones and All) — романтичний фільм жахів 2022 року режисера Луки Гуаданьїно за сценарієм Девида Кайганіча, знятий на основі роману «Кістки та все» Камілла Де Анджеліса. Дія фільму розгортається наприкінці 1980-х років. Герої Тейлор Рассел та Тімоті Шаламе — пара молодих канібалів, які разом вирушають у подорож Сполученими Штатами Америки та розвивають почуття одне до одного. У ролях другого плану знялися Майкл Стулбарг, Андре Холланд, Хлоя Севіньї, Девід Гордон Грін, Джессіка Харпер, Джейк Горовіц та Марк Райленс.
Світова прем'єра відбулася 2 вересня 2022 року на 79-му Венеційському міжнародному кінофестивалі, де стрічка отримала «Срібного лева» за найкращу режисуру та Премію Марчелло Мастроянні (Тейлор Рассел).
У прокат фільм вийшов 18 листопада 2022 року (США), а також згодом в інших країнах. Фільм отримав позитивні відгуки: критики високо оцінили гру Рассела, Шаламе та Райленса, режисуру Гуадагіно, операторську роботу, музику та поєднання жанрів.

## Сюжет
Історія першого кохання між молодою жінкою, яка вчиться виживати в маргінальному суспільстві разом із запеклим і безправним бродягою. Але, незважаючи на всі їхні зусилля, усі дороги ведуть до їхнього жахливого минулого та до останньої боротьби, яка визначить, чи зможе їхнє кохання пережити їх іншість.

## Актори
- Тейлор Рассел — Марен Єрлі
- Тімоті Шаламе — Лі
- Марк Райленс
- Майкл Стулбарг
- Андре Голланд
- Джессіка Харпер
- Хлоя Севіньї
- Франческа Скорсезе
- Девід Гордон Грін
- Анна Кобб
- Джейк Горовіц
- Кендл Коффі — Шеррі

## Виробництво
28 січня 2021 року було оголошено, що Тімоті Шаламе та Тейлор Рассел зіграють головні ролі в екранізації роману Камілли Де Анжеліс «Цілком та повністю», режисером виступе Лука Гуаданьїно . Шаламе також є продюсером фільму. Зйомки почалися в травні, до того часу до акторського складу приєдналися Марк Райленс, Майкл Стулбарг, Андре Холланд, Джессіка Харпер, Хлоя Севіньї, Франческа Скорсезе та Девід Гордон Грін . Зйомки проходили в Цинциннаті, штат Огайо, що робить його першим знімальним майданчиком Гуаданьїно, знятим у Сполучених Штатах. На виробництво вплинули злами деяких автомобілів екіпажу, що призвело до того, що наприкінці червня до міської ради Цинциннаті було подано запит на надання 50 000 доларів США на посилення безпеки. Хоча була певна критика щодо запропонованого використання коштів платників податків для приватного підприємства, міська рада зрештою ухвалила рішення про надання коштів. Зйомки завершилися в липні 2021 року
Ґуаданьїно зазначив, що «Цілком та повністю» — це «дуже романтична історія про неможливість кохання і водночас про потребу в ньому. Навіть у екстремальних обставинах» Він також сказав, що Шаламе і Рассел мають «блискучу силу» і здатні «зобразити універсальні почуття». Музику до фільму написали Трент Резнор і Аттікус Росс .

## Прем'єра
У березні 2022 року Metro-Goldwyn-Mayer придбала права на всесвітнє розповсюдження фільму та випустить його на United Artists Releasing. Це перший фільм, придбаний MGM після угоди про злиття з Amazon 17 березня 2022 року. Vision Distribution випустить фільм в Італії.
Світова прем'єра фільму відбулася 2 вересня 2022 року на 79-му Венеціанському міжнародному кінофестивалі. Ввихід у кінотеатрах відбувся 23 листопада 2022 року.